# Il caffè di notte
Il caffè di notte è un dipinto del pittore olandese Vincent van Gogh, realizzato nel 1888 e conservato all'Art Gallery dell'Università di Yale.

## Descrizione

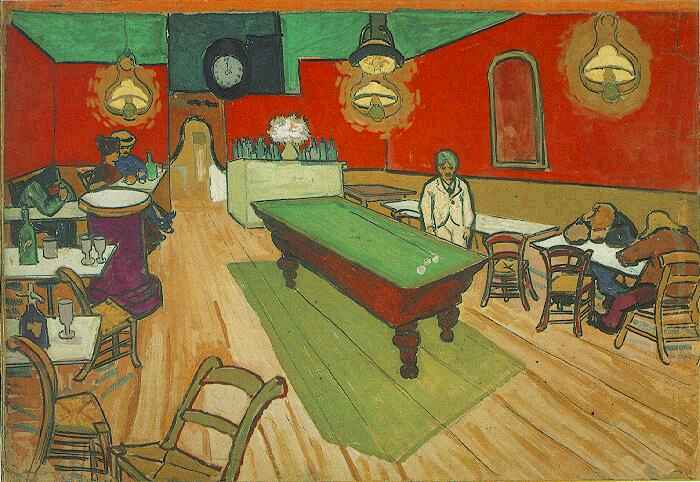
Vincent van Gogh, Il caffè di notte (Arles, 1888); acquerello, collezione privata. F 1463, JH 1576.

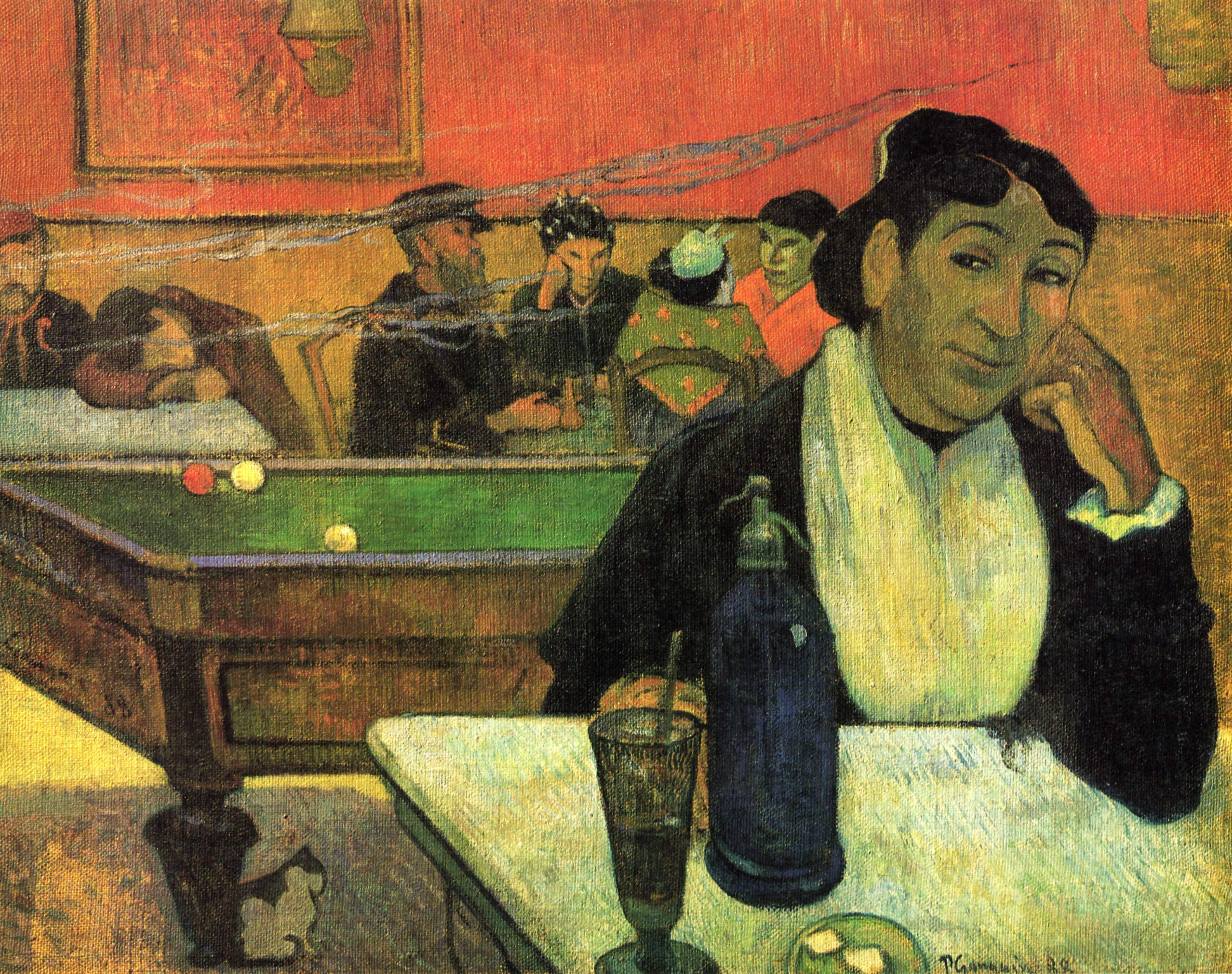
Paul Gauguin, Al caffè (1888); olio su tela, 73×92 cm, museo Puškin, Mosca. Anche Gauguin si cimentò nella raffigurazione del Café de l'Alcazar, fornendone un'interpretazione certamente meno inquietante rispetto a Il caffè di notte di van Gogh.

Il locale raffigurato è il Café de la Gare, un locale ubicato presso la place Lamartine di Arles dove van Gogh era solito pranzare o trascorrere le serate. La proprietaria di tale bar, madame Ginoux, fu ritratta in vari dipinti vangoghiani, tra cui L'Arlesiana del Metropolitan Museum of Art. Il dipinto, uno dei più riusciti a giudizio dello stesso van Gogh, fu acquistato dopo la morte dell'artista dal facoltoso mercante tessile russo Ivan Morozov: dopo varie peregrinazioni collezionistiche, per le quali nel 1933 il dipinto è stato venduto dalle autorità sovietiche a una galleria di Berlino, per poi approdare in una galleria di New York, Il caffè di notte entrò nelle collezioni del magnate americano Stephen Clark. Nel 1961, alla morte di quest'ultimo, l'opera ha trovato la sua collocazione definitiva nella galleria d'arte dell'università di Yale , sempre negli Stati Uniti.
Uno stridente gioco di richiami cromatici interni carica l'opera di un'atmosfera allucinata e tremenda, di profondo disagio: van Gogh, infatti, voleva esprimere con Il caffè di notte la violenza delle passioni umane, che degeneravano soprattutto nei caffè. Lo stesso Vincent fornì una descrizione molto dettagliata 
dell'opera e delle sue finalità:
(Vincent van Gogh)
I bar e i locali notturni erano un soggetto ampiamente frequentato dagli Impressionisti, che ne celebrarono lo status di luogo di ritrovo della «vita moderna»: Il caffè di notte, tuttavia, è assai lontano dalle atmosfere festose e dalle gamme cromatiche allegre di quei dipinti. Lo spazio del Café de l'Alcazar è allucinatorio, angoscioso, e sembra scivolare e dissolversi inesorabilmente. Lo stesso Vincent era soddisfatto di come quest'opera si ponesse al labile confine tra coscienza e deragliamento sensoriale, assumendo i sinistri toni di un incubo particolarmente inquietante. La marginalità delle figure in questa sorta di fornace infernale viene sottolineata dalla loro collocazione: tutti gli avventori del bar, infatti, sono imprigionati nel poco spazio tra i tavolini e le pareti, e nessun cameriere si appresta a raccogliere le ordinazioni di quest'umanità così smunta e decadente (bohémien, barboni addormentati o in procinto di esserlo, prostitute, emarginati istupiditi dall'alcol). I personaggi raffigurati, anzi, sono isolati, come chiusi in sé stessi. Si noti, in tal proposito, la coppia in fondo a sinistra, l'unica a non essere sopraffatta dall'abuso di alcolici: c'è da dire, tuttavia, che il loro atteggiamento «non è certo quello di due innamorati e dà al contrario un'impressione di brutalità» (Armiraglio).
Il padrone del locale veste un camice bianco ed è appoggiato, con una posa che denota stanchezza, al tavolo da biliardo, la cui profondità prospettica e la stecca abbandonatavi sopra concorrono a rendere l'atmosfera ancora più opprimente. La sedia vuota in primo piano, simile a quella dipinta da Van Gogh nello stesso periodo, vuole sottintendere il significato dell'assenza. Lo specchio visibile a destra è torbido, offuscato, persino sulfureo: nulla potrebbe essere più distante dalla vivace esuberanza degli specchi impressionisti (si veda, in tal senso, Il bar delle Folies-Bergère di Édouard Manet). L'orologio in alto denota la tarda ora notturna e, oltre a richiamare il modello colto dei memento mori, segna le ore fuggevoli di questa notte di atroce solitudine. Persino le bottiglie di alcolici, ammassate sul bancone in fondo, sembrano soffrire della vertiginosa irruenza che distorce prospetticamente e psicologicamente questo bar, rendendolo del tutto simile a un girone dantesco.